# Мело, Марсело
Марсело Пинейро Дави де Мело (порт.-браз. Marcelo Pinheiro Davi de Melo; родился 23 сентября 1983 года в Белу-Оризонти, Бразилия) — бразильский теннисист; победитель двух турниров Большого шлема в парном разряде (Открытый чемпионат Франции-2015, Уимблдон-2017); трёхкратный финалист турниров Большого шлема (дважды в парном разряде и один раз в миксте); финалист двух Итоговых чемпионатов ATP (2014, 2017) в парном разряде; победитель 39 турниров ATP в парном разряде; бывшая первая ракетка мира в парном разряде.

## Общая информация
Марсело — младший из трёх сыновей Пауло Эрнане Дави де Мело и Роксаны Пинейро Дави де Мело; его братьев зовут Эрнане и Даниэл.
Мело-младший в теннисе с семи лет, впервые попробовав сыграть элементы игры вместе с семьёй, где все, в той или иной степени играли в теннис; однако до протура доросли лишь двое: Марсело и Даниэл. До 15 лет бразилец совмещал серьёзные занятия теннисом и футболом. Любимые покрытия Марсело — хард и трава.
Из-за очень высокого роста (203 см) среди знакомых Мело имеет прозвище «Жираф».

## Спортивная карьера

### Начало карьеры
Профессиональную карьеру Мело начал в 1998 году. Специализируется на играх в мужском парном разряде. В августе 2002 года с братом Даниэлем он выиграл дебютный парный титул на турнире из серии «челленджер». В период с 2002 по 2004 года Мело одержал победу на 15 парных турнирах из цикла «фьючерс». В одиночном разряде за всю карьеру он выиграл два турнира серии «фьючерс» в 2003 и 2005 году. В феврале 2004 года Марсело дебютировал в ATP-туре, сыграв на домашнем турнире в Коста-ду-Сауипе. В период с 2005 по 2007 год бразилец с разными партнёрами выиграл 10 «фьючерсов» и 10 «челленджеров». В феврале 2007 года он впервые вошёл в топ-100 мирового парного рейтинга. В апреле того же года Мело выиграл первый турнир АТП. Произошло это в Эшториле, где он выступал в паре с соотечественником Андре Са. В мае он дебютировал на турнирах серии Большого шлема, сыграв на Открытом чемпионате Франции. Уже на следующем для себя Большом шлеме Уимблдонском турнире он сумел дойти до полуфинала в альянсе с Андре Са. Это результат позволил Мело войти уже в топ-50 парного рейтинга. На следующем турнире серии Большого шлема Открытом чемпионате США Мело и Са смогли дойти до четвертьфинала.
Сезон 2008 года Марсело Мело начал с победы на турнире в Аделаиде. которую он завоевал в паре с Мартином Гарсией. Следующей титул он добыл в феврале на турнире в Коста-ду-Сауипе совместно с Андре Са. В апреле Мело сыграл первые матчи в отборочных раундах розыгрыша Кубка Дэвиса в составе сборной Бразилии в паре Андре Са. Следующую совместную победу бразильский дуэт одержал в мае на грунтовом турнире в Пёрчах-ам-Вёртерзе. В июне они сыграли в финале турнира на траве в Лондоне. В августе Мело и Са выступили на Олимпийских играх, которые проводились в Пекине и были дебютными для Марсело. В ходе парного Олимпийского турнира бразильцы во втором раунде проиграли представителям Индии Махешу Бхупати и Леандеру Паесу. После Олимпиады Мело и Са выиграли титул на турнире в Нью-Хэйвене. По итогам сезона 2008 года Мело вошёл в топ-20 теннисистов-парников.

### 2009—2013 (финалы Большого шлема в мужской паре и миксте)

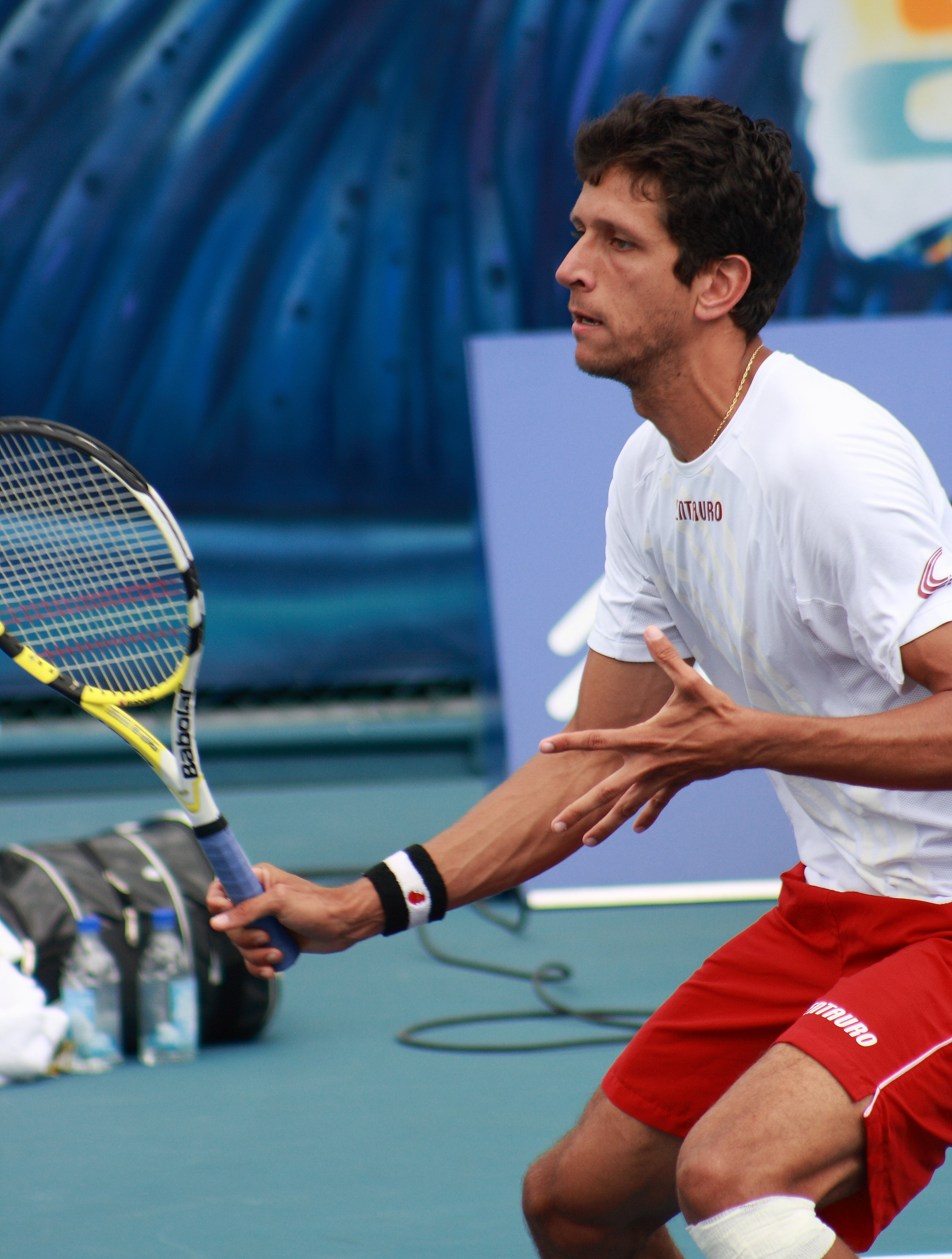
Мело на турнире в Делрей-Бич 2009 года

В феврале 2009 года Мело и Са вышли в финал турнира в Делрей-Бич. В мае бразильская пара одержала победу на турнире в Кицбюэле. На Открытом чемпионате Франции в миксте Мело смог достичь первого финала в карьере на турнирах Большого шлема. Выступив в партнёрстве в Ваней Кинг, в финале он проиграл дуэту Боб Брайан и Лизель Хубер. В июне на турнире в Лондоне в дуэте с Андре Са он смог выйти в финал. Следующего финала он достиг в июле на турнире в Гамбурге совместно со словаком Филипом Полашеком.
С 2010 года Марсело Мело стал выступать в паре с соотечественником Бруно Соаресом. В январе они сыграли в финале на турнире в Окленде. В мае они выиграли первый совместный титул на грунтовом турнире в Ницце. На Открытом чемпионате Франции бразильский дуэт смог выйти в четвертьфинал. На Уимблдонском турнире Мело в альянсе с теннисисткой из Австралии Ренне Стаббс сыграл в финале микста. Со второй попытки решающего матча Большого шлема ему также не покорился престижный трофей. Их пара проиграла Каре Блэк и Леандеру Паесу. Во второй части сезона Мело и Соарес дважды доходили до финала турниров АТП: в июле в Гштаде и в сентябре в Меце.
В феврале 2011 года Соарес и Мело стали победителями турниров в Сантьяго и Коста-ду-Сауипе. Также в этом месяце они дошли до финала турнира в Акапулько. Следующий раз бразильский дуэт добрался до решающего матча в сентябре на турнире в Меце. В октябре они также выступили в финале на турнире в Стокгольме.
В феврале 2012 года на турнире в Мемфисе Мело попробовал сыграть в одной команде с представителем Хорватии Иваном Додигом. Их дуэт в итоге дошёл до парного финала. На Открытом чемпионате Франции и на Уимблдонском турнире Додиг и Мело вышли в четвертьфинал мужских парных соревнований. Летом Марсело принял участие в Олимпиаде, которая проводилась в Лондоне. Сыграв в паре с Бруно Соаресом, он вышел в четвертьфинал парного олимпийского турнира, где они проиграли французам Микаэлю Льодра и Жо-Вильфриду Тсонга. В октябре бразильский дуэт Мело и Соарес стали победителями турнира в Стокгольме.
Сезон 2013 года Мело начинает с выигрыша титула на турнире в Брисбене совместно с Томми Робредо. На Открытом чемпионате Франции в смешанном парном разряде в команде с Лизель Хубер Мело прошёл в полуфинал. Удачно бразилец выступил на Уимблдоне. В мужском парном турнире в дуэте с Иваном Додигом он сыграл в финале Большого шлема, где им противостояли Боб и Майк Брайаны. В итоге Додиг и Мело проиграли более именитым игрокам-парникам со счётом 6-3, 3-6, 4-6, 4-6. На Открытом чемпионате США они смогли выйти в полуфинал, где проиграли Александру Пейе и Бруно Соаресу. На турнире серии Мастерс в Шанхае Додиг и Мело взяли парный титул, переиграв в решающем матче испанцев Фернандо Вердаско и Давида Марреро. В концовке сезона они приняли участие в Итоговом парном турнире. На групповом этапе они смогли выиграть все три встречи и пройти в плей-офф с первого места, но в полуфинале они проиграли Вердаско и Марреро, которые взял реванш за поражение в Шанхае. По итогам сезона Мело занял 6-е в парном рейтинге.

### 2014—2017 (победа на Ролан Гаррос и Уимблдоне, № 1 в парном теннисе)
В январе 2014 года Мело выигрывает турнир в Окленде, выступив на нем с австрийским теннисистом Юлианом Ноулом. В феврале в команде с испанцем Давидом Марреро он вышел в финал у себя на родине на турнире в Рио-де-Жанейро. В апреле он сыграл в парном финале мастерса в Монте-Карло в дуэте с Иваном Додигом. С Юлианом Ноулом бразилец вышел в четвертьфинал на Уимблдонском турнире. Следующего финала пара Додиг и Мело достигла в августе на мастерсе в Торонто. На Открытом чемпионате США они смогли пройти в полуфинал парных соревнований. Осенью Додиг и Мело ещё два раза выходили в финал парных турниров АТП. В октябре они сделали это на турнире в Токио, а в ноябре смогли сыграть в финальном матче Итогового турнира, проиграв в борьбе за трофей братьям Брайанам (7-6(5), 2-6, [7-10]).
В парном розыгрыше Австралийского чемпионата 2015 года Мело в команде с Додигом смог достичь полуфинала. Первый парный титул в сезоне их дуэт выиграл на турнире в Акапулько. Главного достижения в этом сезоне Мело добился на Открытом чемпионате Франции. Совместно с Иваном Додигом он смог выиграть свой первый Большой шлем в карьере. В решающей встрече они обыграли первую пару мирового рейтинга Боба и Майка Брайанов. Благодаря этому успеху, Мело впервые поднялся на 3-ю строчку рейтинга парных теннисистов.
| Стадия  | Соперники (посев)                             | Рейтинг  | Счёт              |
| 1 раунд | Беньямин Беккер Александр Сачко               | 105 / 84 | 6-2 7-6(2)        |
| 2 раунд | Пабло Андухар Оливер Марах                    | 79 / 52  | 4-6 6-2 6-3       |
| 3 раунд | Гильермо Гарсия Лопес Эдуар Роже-Васслен (15) | 50 / 12  | 6-1 6-4           |
| 1/4     | Александр Пейя Бруно Соарес (8)               | 17 / 16  | 6-3 7-6(8)        |
| 1/2     | Жан-Жюльен Ройер Хория Текэу (5)              | 11 / 10  | 6-3 7-5           |
| Финал   | Боб Брайан Майк Брайан (1)                    | 1 / 1    | 6-7(5) 7-6(5) 7-5 |

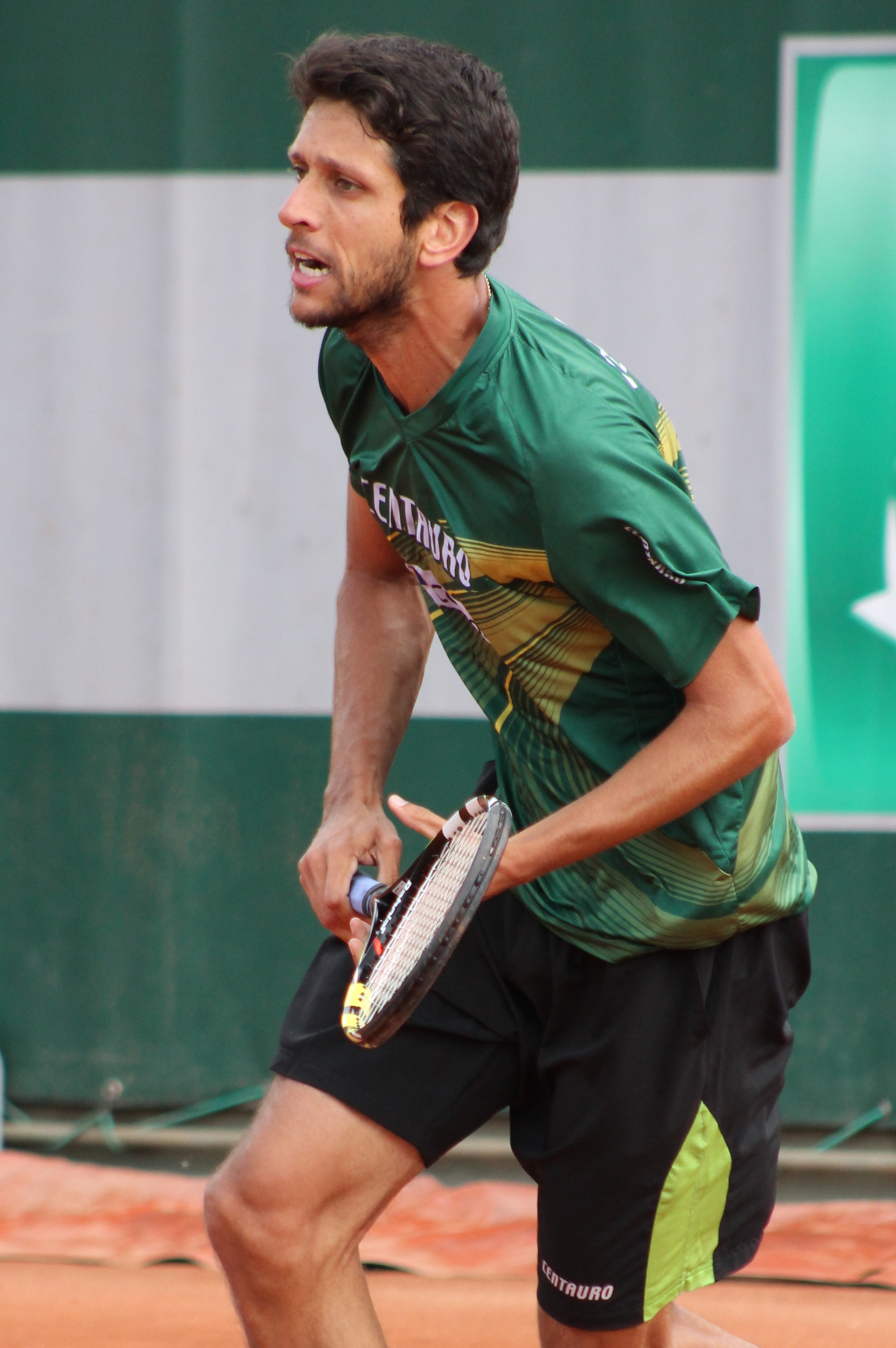
Мело на победном Открытом чемпионате Франции 2015 года

На Уимблдонском турнире 2015 года Додиг и Мело вышли в четвертьфинал. В августе они сыграли в финале на турнире в Вашингтоне. Осенняя часть сезона сложилась для Мело весьма удачно. В октябре в паре с Равеном Класеном он завоевал титулы на турнире в Токио и мастерсе в Шанхае. После этого он выиграл третий титул подряд на турнире в Вене в партнёрстве с Лукашем Куботом. Эти результаты позволили бразильцу впервые подняться на вершину парного рейтинга. Он стал первым представителем Бразилии, кто занял первое место в мужском парном рейтинге. В ноябре же Додиг и Мело смогли выиграть парный приз мастерса в Париже. Марсело, таким образом, сыграл победную серию, состоящую из 17 выигранных матчей подряд и четырёх титулов. Ни Итоговом турнире в Лондоне Додиг и Мело доиграли до полуфинала. По итогам 2015 года Мело смог сохранить звание первой ракетки мира в парном разряде.
На Открытом чемпионате Франции 2016 года Додиг и Мело не смогли защитить свой прошлогодний титул, но прошли достаточно далеко до полуфинала, где проиграли Марку Лопесу и Фелисиано Лопесу. В июне они сыграли в одном парном финале на турнире в Ноттингеме. В конце июля, переиграв в финале Джейми Маррея и Бруно Соареса, их пара выиграла совместный титул на мастерсе в Торонто. Этот титул стал 20-м в карьере бразильца на турнирах АТП. В августе Марсело выступил на домашних Олимпийских играх, которые проводились в Рио-де-Жанейро. В мужской парном турнире (с Бруно Соаресом) и миксте (с Тельяной Перейрой) он показал одинаковый результат выход в 1/4 финала. После Олимпиады Мело в паре с Додигом смог стать чемпионом на мастерсе в Цинциннати. Осенью Мело выиграл титул на турнире в Вене в альянсе с поляком Лукашом Куботом. На итоговом парном турнире Додиг и Мело сыграли совместно и проиграли два матча из трёх на групповом этапе и не смогли пройти дальше.
С 2017 года для Мело постоянным партнёром по выступлениям в туре становится Лукаш Кубот. В марте они смогли выйти в финал на Мастерсе в Индиан-Уэлсе и стали чемпионами на следующем Мастерсе в Майами. В мае они выиграли ещё один Мастерс в Мадриде. Отлично для Лукаша и Марсело получилась часть сезона на траве. Сначала они выиграли в июне два титула на турнирах в Хертогенбосе и Халле. В июле Кубот и Мело завоевали титул на Уимблдоне, который стал для бразильца вторым в серии Большого шлема. В полуфинале они выиграли в пяти сетах первых номеров посева Хенри Континена и Джона Пирса. При этом последний сет закончился при счёте 9-7. В финале их также ждал напряженный матч, в котором они одолели пару Оливер Марах и Мате Павич. Эта встреча продолжалась 4 часа 39 минут и закончилась в пятом сете при счёте 13-11. Победа на Уимблдоне позволила Мело вновь подняться на первое место в парном рейтинге.
| Стадия  | Соперники (посев)                       | Рейтинг | Счёт                     |
| 1 раунд | Уэсли Колхоф Матве Мидделкоп            | 60 / 61 | 6-4 6-0 6-3              |
| 2 раунд | Александр Пейя Филипп Пецшнер           | 47 / 82 | 6-2 5-7 6-3 3-6 11-9     |
| 3 раунд | Айсам-уль-Хак Куреши Флорин Мерджа (14) | 24 / 39 | 6-7(3) 4-6 6-1 6-4 6-2   |
| 1/4     | Кен Скупски Нил Скупски (WC)            | 87 / 91 | 7-6(11) 6-4 6-4          |
| 1/2     | Хенри Континен Джон Пирс (1)            | 1 / 2   | 6-3 6-7(4) 6-2 4-6 9-7   |
| Финал   | Оливер Марах Мате Павич (16)            | 36 / 31 | 5-7 7-5 7-6(2) 3-6 13-11 |

После победы на Уимблдоне 2017 года Кубот и Мело сыграли в финале турнира в Вашингтоне. Следующего финала они достигли в октябре на Мастерсе в Шанхае. В начале ноября они выиграли последний Мастерс в сезоне в Париже. Этот титул позволил Мело опять стать лидером парного рейтинга. На Итоговом турнире Куботу и Мело удалось сыграть в финале, однако они проиграли паре Хенри Континен и Джон Пирс (4:6, 2:6). Мело второй раз в карьере смог стать первой ракеткой мира в парном теннисе по итогам сезона.

### 2018—2022 (№ 1 в парах, финал в США)
В сезоне 2018 года лидеры рейтинга Кубот и Мело стартовали с победы на турнире в Сиднее, победив в финале пару Виктор Троицки и Ян-Леннард Штруфф со счётом 6:3, 6:4. Это 29-й титул Марсело в парных состязаниях. На Открытом чемпионате Австралии пара Кубот и Мело уступила в четвертьфинале дуэту Бен Маклахлан из Японии и Ян-Леннард Штруфф из Германии. На вершине парного рейтинга Мело пробыл до 29 апреля, доведя в общей сложности своё лидерство до 56 недель за карьеру. В июне на травяном турнире в Халле Кубот и Мело выиграли следующий совместный титул. На Открытом чемпионате США их дуэт смог выступить удачно и пройти в финал, где они в матче за титул уступили американцам Майку Брайан и Джеку Соку — 3:6, 1:6. В осенней части сезона Кубот и Мело смогли победить на двух турнирах в Китае: сначала они победили в Пекине, а затем со второй попытки выиграли финал Мастерса в Шанхае. На Итоговом турнире их дуэт выступил неудачно, одержав только одну победу из трёх в своей группе, и не вышел в плэй-офф. Мело закончил сезон 9-м в парном рейтинге.
Начало 2019 года Мело пропустил, а с февраля он вновь был заигран в паре с Куботом и после двух вылетов в первых раундах, они смогли в марте выйти в финал крупного Мастерса в Индиан-Уэлсе. На следующем Мастерсе в Майами они вышли в полуфинал и после этого Мело поднялся на шестую строчку парного рейтинга. В грунтовой части сезона Лукаш и Марсело лучше всего сыграли в мае на Мастерсе в Риме, где дошли до полуфинала. С конца мая до начала июля Кубот был второй ракеткой мира в парном рейтинге. В июне на траве Кубот и Мело вышли в финал в Халле, а на Уимблдоне доиграли до четвертьфинала. Единственный титул в сезоне они выиграли в августе на турнире в Уинстон-Сейлеме. Осенью их пара не смогла защитить прошлогодние титулы в Пекине и Шанхае, но они смогли на обоих турнирах дойти до финала. Также до финала они добрались на зальном турнире в Вене. На Итоговом турнире Кубот и Мело смогли выйти из группы, но в полуфинале проиграли французам Николя Маю и Пьер-Югу Эрберу. Седьмой год подряд Марсело завершил в топ-10 в парах, заняв по итогам сезона 7-е место.
В 2020 году до перерыва в сезоне Кубот и Мело смогли выиграть один титул на турнире в Акапулько. После вынужденной паузы они смогли в октябре выйти в финал турнира в Кёльне, а затем выиграть на турнире в Вене. На Итоговом турнире они не смогли выйти из группы. Мело завершил год № 10 парного рейтинга.
В 2021 году Кубот и Мело выступали совместно не на постоянной основе. Бразилец пытался добиться успеха в паре с разными теннисистами, таким как Хория Текэу или Жан-Жюльен Ройер, но особых результатов это сотрудничество не принесло. Начиная с Ролан Гаррос, Кубот и Мело вновь стали играть вместе и на Уимблдоне смогли выйти в четвертьфинал. С октября партнёром Мело стал Иван Додиг, с которым он выступал в период с 2012 по 2016 год.
На старте сезона 2022 года Додиг и Мело вышли в финал турнира в Аделаиде.

## Рейтинг на конец года
| Год  | Одиночный рейтинг | Парный рейтинг |
| 2024 |                   | 39             |
| 2023 |                   | 47             |
| 2022 |                   | 39             |
| 2021 |                   | 29             |
| 2020 |                   | 10             |
| 2019 |                   | 7              |
| 2018 |                   | 9              |
| 2017 |                   | 1              |
| 2016 |                   | 8              |
| 2015 |                   | 1              |
| 2014 |                   | 6              |
| 2013 | 1 351             | 6              |
| 2012 |                   | 18             |
| 2011 |                   | 27             |
| 2010 |                   | 39             |
| 2009 |                   | 36             |
| 2008 |                   | 19             |
| 2007 |                   | 34             |
| 2006 | 617               | 116            |
| 2005 | 324               | 147            |
| 2004 | 356               | 186            |
| 2003 | 682               | 430            |
| 2002 | 743               | 226            |
| 2001 | 911               | 1 445          |
| 2000 | 1 332             | 1 171          |
| 1999 | 1 298             | 1 357          |

## Выступления на турнирах

### Финалы челленджеров и фьючерсов в одиночном разряде (8)

#### Победы (2)
| Условные обозначения |
| Челленджеры (0+11)*  |
| Фьючерсы (2+25)      |

| Титулы по покрытиям | Титулы по месту проведения матчей турнира |
| ------------------- | ----------------------------------------- |
| Хард (1+11)*        | Зал (0+4)                                 |
| Грунт (1+25)        | Зал (0+4)                                 |
| Трава (0)           | Открытый воздух (2+32)                    |
| Ковёр (0)           | Открытый воздух (2+32)                    |

* количество побед в одиночном разряде + количество побед в парном разряде.
| №  | Дата            | Турнир               | Покрытие | Соперник в финале | Счёт           |
| 1. | 19 октября 2003 | Монтеррей, Мексика   | Хард     | Алешандре Бонатто | 1-6 7-6(7) 6-3 |
| 2. | 24 апреля 2005  | Гвадалахара, Мексика | Грунт    | Филип Губенко     | 6-1 6-4        |

#### Поражения (6)
| №  | Дата            | Турнир                  | Покрытие    | Соперник в финале  | Счёт           |
| 1. | 9 мая 2004      | Гвадалахара, Мексика    | Грунт       | Алехандро Эрнандес | 1-6 3-6        |
| 2. | 2 октября 2004  | Ресифи, Бразилия        | Грунт (зал) | Алессандро Камарко | 4-6 7-5 4-6    |
| 3. | 21 ноября 2004  | Бразилиа, Бразилия      | Грунт (зал) | Тьяго Алвес        | 4-6 2-6        |
| 4. | 1 мая 2005      | Селая, Мексика          | Хард        | Джейми Бейкер      | 3-6 7-5 3-6    |
| 5. | 4 сентября 2005 | Форталеза, Бразилия     | Хард        | Алессандро Камарко | 4-6 6-2 1-6    |
| 6. | 27 августа 2006 | Флорианополис, Бразилия | Грунт       | Франко Феррейро    | 2-6 7-6(4) 1-6 |

### Финалы турниров Большого шлема в парном разряде (4)

#### Победы (2)
| №  | Год  | Турнир                     | Покрытие | Партнёр     | Соперники в финале      | Счёт                     |
| 1. | 2015 | Открытый чемпионат Франции | Грунт    | Иван Додиг  | Боб Брайан Майк Брайан  | 6-7(5) 7-6(5) 7-5        |
| 2. | 2017 | Уимблдон                   | Трава    | Лукаш Кубот | Оливер Марах Мате Павич | 5-7 7-5 7-6(2) 3-6 13-11 |

#### Поражения (2)
| №  | Год  | Турнир                 | Покрытие | Партнёр     | Соперники в финале     | Счёт            |
| 1. | 2013 | Уимблдон               | Трава    | Иван Додиг  | Боб Брайан Майк Брайан | 6-3 3-6 4-6 4-6 |
| 2. | 2018 | Открытый чемпионат США | Хард     | Лукаш Кубот | Майк Брайан Джек Сок   | 3-6 1-6         |

### Финалы Итогового турнираATPв парном разряде (2)

#### Поражения (2)
| №  | Год  | Турнир                 | Покрытие   | Партнёр     | Соперники в финале       | Счёт              |
| 1. | 2014 | Лондон, Великобритания | Хард (зал) | Иван Додиг  | Боб Брайан Майк Брайан   | 7-6(5) 2-6 [7-10] |
| 2. | 2017 | Лондон, Великобритания | Хард (зал) | Лукаш Кубот | Хенри Континен Джон Пирс | 4-6 2-6           |

### Финалы турнировATPв парном разряде (77)

#### Победы (39)
| Легенда                                 |
| --------------------------------------- |
| Турниры Большого шлема (0+2)*           |
| Итоговый турнир ATP (0)                 |
| Мастерс (0+9)                           |
| ATP International Gold / АТР 500 (0+12) |
| ATP International / АТР 250 (0+16)      |

| Титулы по покрытиям | Титулы по месту проведения матчей турнира |
| ------------------- | ----------------------------------------- |
| Хард (0+23)*        | Зал (0+6)                                 |
| Грунт (0+10)        | Зал (0+6)                                 |
| Трава (0+6)         | Открытый воздух (0+33)                    |
| Ковёр (0)           | Открытый воздух (0+33)                    |

* количество побед в одиночном разряде + количество побед в парном разряде.
| №   | Дата            | Турнир                        | Покрытие   | Партнёр             | Соперники в финале                   | Счёт                     |
| 1.  | 6 мая 2007      | Оэйраш, Португалия            | Грунт      | Андре Са            | Мартин Гарсия Себастьян Прието       | 3-6 6-2 [10-6]           |
| 2.  | 6 января 2008   | Аделаида, Австралия           | Хард       | Мартин Гарсия       | Крис Гуччоне Роберт Смиц             | 6-3 3-6 [10-7]           |
| 3.  | 17 февраля 2008 | Коста-де-Сауипе, Бразилия     | Грунт      | Андре Са            | Сантьяго Вентура Альберт Монтаньес   | 4-6 6-2 [10-7]           |
| 4.  | 24 мая 2008     | Пёрчах-ам-Вёртер-Зе, Австрия  | Грунт      | Андре Са            | Юрген Мельцер Юлиан Ноул             | 7-5 6-7(3) [13-11]       |
| 5.  | 24 августа 2008 | Нью-Хэйвен, США               | Хард       | Андре Са            | Махеш Бхупати Марк Ноулз             | 7-5 6-2                  |
| 6.  | 23 мая 2009     | Кицбюэль, Австрия             | Грунт      | Андре Са            | Андрей Павел Хория Текэу             | 6-7(9) 6-2 [10-7]        |
| 7.  | 22 мая 2010     | Ницца, Франция                | Грунт      | Бруно Соарес        | Рохан Бопанна Айсам-уль-Хак Куреши   | 1-6 6-3 [10-5]           |
| 8.  | 6 февраля 2011  | Сантьяго, Чили                | Грунт      | Бруно Соарес        | Лукаш Кубот Оливер Марах             | 6-3 7-6(3)               |
| 9.  | 12 февраля 2011 | Коста-де-Сауипе, Бразилия (2) | Грунт      | Бруно Соарес        | Пабло Андухар Даниэль Химено Травер  | 7-6(4) 6-3               |
| 10. | 21 октября 2012 | Стокгольм, Швеция             | Хард (зал) | Бруно Соарес        | Ненад Зимонич Роберт Линдстедт       | 6-7(4) 7-5 [10-6]        |
| 11. | 6 января 2013   | Брисбен, Австралия (2)        | Хард       | Томми Робредо       | Эрик Буторак Пол Хенли               | 4-6 6-1 [10-5]           |
| 12. | 13 октября 2013 | Шанхай, Китай                 | Хард       | Иван Додиг          | Фернандо Вердаско Давид Марреро      | 7-6(2) 6-7(6) [10-2]     |
| 13. | 11 января 2014  | Окленд, Новая Зеландия        | Хард       | Юлиан Ноул          | Александр Пейя Бруно Соарес          | 4-6 6-3 [10-5]           |
| 14. | 1 марта 2015    | Акапулько, Мексика            | Хард       | Иван Додиг          | Сантьяго Гонсалес Мариуш Фирстенберг | 7-6(2) 5-7 [10-3]        |
| 15. | 7 июня 2015     | Открытый чемпионат Франции    | Грунт      | Иван Додиг          | Боб Брайан Майк Брайан               | 6-7(5) 7-6(5) 7-5        |
| 16. | 11 октября 2015 | Токио, Япония                 | Хард       | Равен Класен        | Хуан Себастьян Кабаль Роберт Фара    | 7-6(5) 3-6 [10-7]        |
| 17. | 18 октября 2015 | Шанхай, Китай (2)             | Хард       | Равен Класен        | Симоне Болелли Фабио Фоньини         | 6-3 6-3                  |
| 18. | 25 октября 2015 | Вена, Австрия                 | Хард (зал) | Лукаш Кубот         | Джейми Маррей Джон Пирс              | 4-6 7-6(3) [10-6]        |
| 19. | 8 ноября 2015   | Париж, Франция                | Хард (зал) | Иван Додиг          | Вашек Поспишил Джек Сок              | 2-6 6-3 [10-5]           |
| 20. | 31 июля 2016    | Торонто, Канада               | Хард       | Иван Додиг          | Джейми Маррей Бруно Соарес           | 6-4 6-4                  |
| 21. | 21 августа 2016 | Цинциннати, США               | Хард       | Иван Додиг          | Жан-Жюльен Ройер Хория Текэу         | 7-6(5) 6-7(5) [10-6]     |
| 22. | 30 октября 2016 | Вена, Австрия (2)             | Хард (зал) | Лукаш Кубот         | Оливер Марах Фабрис Мартен           | 4-6 6-3 [13-11]          |
| 23. | 2 апреля 2017   | Майами, США                   | Хард       | Лукаш Кубот         | Николас Монро Джек Сок               | 7-5 6-3                  |
| 24. | 14 мая 2017     | Мадрид, Испания               | Грунт      | Лукаш Кубот         | Николя Маю Эдуар Роже-Васслен        | 7-5 6-3                  |
| 25. | 17 июня 2017    | Хертогенбос, Нидерланды       | Трава      | Лукаш Кубот         | Равен Класен Раджив Рам              | 6-3 6-4                  |
| 26. | 25 июня 2017    | Халле, Германия               | Трава      | Лукаш Кубот         | Александр Зверев Миша Зверев         | 5-7 6-3 [10-8]           |
| 27. | 15 июля 2017    | Уимблдон                      | Трава      | Лукаш Кубот         | Оливер Марах Мате Павич              | 5-7 7-5 7-6(2) 3-6 13-11 |
| 28. | 5 ноября 2017   | Париж, Франция (2)            | Хард (зал) | Лукаш Кубот         | Марсель Гранольерс Иван Додиг        | 7-6(3) 3-6 [10-6]        |
| 29. | 12 января 2018  | Сидней, Австралия             | Хард       | Лукаш Кубот         | Виктор Троицки Ян-Леннард Штруфф     | 6-3 6-4                  |
| 30. | 24 июня 2018    | Халле, Германия (2)           | Трава      | Лукаш Кубот         | Александр Зверев Миша Зверев         | 7-6(1) 6-4               |
| 31. | 7 октября 2018  | Пекин, Китай                  | Хард       | Лукаш Кубот         | Оливер Марах Мате Павич              | 6-1 6-4                  |
| 32. | 14 октября 2018 | Шанхай, Китай (3)             | Хард       | Лукаш Кубот         | Джейми Маррей Бруно Соарес           | 6-4 6-2                  |
| 33. | 24 августа 2019 | Уинстон-Сейлем, США           | Хард       | Лукаш Кубот         | Николас Монро Теннис Сандгрен        | 6-7(6) 6-1 [10-3]        |
| 34. | 29 февраля 2020 | Акапулько, Мексика (2)        | Хард       | Лукаш Кубот         | Хуан Себастьян Кабаль Роберт Фара    | 7-6(6) 6-7(4) [11-9]     |
| 35. | 1 ноября 2020   | Вена, Австрия (3)             | Хард (зал) | Лукаш Кубот         | Джейми Маррей Нил Скупски            | 7-6(5) 7-5               |
| 36. | 9 октября 2022  | Токио, Япония (2)             | Хард       | Маккензи Макдональд | Давид Вега Эрнандес Рафаэл Матос     | 6-4 3-6 [10-4]           |
| 37. | 25 июня 2023    | Халле, Германия (3)           | Трава      | Джон Пирс           | Симоне Болелли Андреа Вавассори      | 7-6(3) 3-6 [10-6]        |
| 38. | 16 июня 2024    | Штутгарт, Германия            | Трава      | Рафаэл Матос        | Роберт Галлоуэй Джулиан Кэш          | 3-6 6-3 [10-8]           |
| 39. | 22 февраля 2025 | Рио-де-Жанейро, Бразилия      | Грунт      | Рафаэл Матос        | Педро Мартинес Хауме Мунар           | 6-2 7-5                  |

#### Поражения (38)
| №   | Дата             | Турнир                       | Покрытие   | Партнёр               | Соперники в финале                 | Счёт              |
| 1.  | 15 июня 2008     | Лондон, Великобритания       | Трава      | Андре Са              | Ненад Зимонич Даниэль Нестор       | 4-6 6-7(3)        |
| 2.  | 1 марта 2009     | Делрей-Бич, США              | Хард       | Андре Са              | Боб Брайан Майк Брайан             | 4-6 4-6           |
| 3.  | 14 июня 2009     | Лондон, Великобритания (2)   | Трава      | Андре Са              | Уэсли Муди Михаил Южный            | 4-6 6-4 [6-10]    |
| 4.  | 26 июля 2009     | Гамбург, Германия            | Грунт      | Филип Полашек         | Симон Аспелин Пол Хенли            | 3-6 3-6           |
| 5.  | 16 января 2010   | Окленд, Новая Зеландия       | Хард       | Бруно Соарес          | Маркус Даниэлл Хория Текэу         | 5-7 4-6           |
| 6.  | 1 августа 2010   | Гштад, Швейцария             | Грунт      | Бруно Соарес          | Юхан Брунстрём Яркко Ниеминен      | 3-6 7-6(4) [9-11] |
| 7.  | 26 сентября 2010 | Мец, Франция                 | Хард       | Бруно Соарес          | Дастин Браун Рогир Вассен          | 3-6 3-6           |
| 8.  | 26 февраля 2011  | Акапулько, Мексика           | Грунт      | Бруно Соарес          | Хория Текэу Виктор Ханеску         | 1-6 3-6           |
| 9.  | 25 сентября 2011 | Мец, Франция (2)             | Хард (зал) | Лукаш Длоуги          | Джейми Маррей Андре Са             | 4-6 6-7(7)        |
| 10. | 23 октября 2011  | Стокгольм, Швеция            | Хард (зал) | Бруно Соарес          | Рохан Бопанна Айсам-уль-Хак Куреши | 1-6 3-6           |
| 11. | 26 февраля 2012  | Мемфис, США                  | Хард (зал) | Иван Додиг            | Максим Мирный Даниэль Нестор       | 6-4 5-7 [7-10]    |
| 12. | 6 июля 2013      | Уимблдон                     | Трава      | Иван Додиг            | Боб Брайан Майк Брайан             | 6-3 3-6 4-6 4-6   |
| 13. | 23 февраля 2014  | Рио-де-Жанейро, Бразилия     | Грунт      | Давид Марреро         | Хуан Себастьян Кабаль Роберт Фара  | 4-6 2-6           |
| 14. | 20 апреля 2014   | Монте-Карло, Монако          | Грунт      | Иван Додиг            | Боб Брайан Майк Брайан             | 3-6 6-3 [8-10]    |
| 15. | 10 августа 2014  | Торонто, Канада              | Хард       | Иван Додиг            | Александр Пейя Бруно Соарес        | 4-6 3-6           |
| 16. | 5 октября 2014   | Токио, Япония                | Хард       | Иван Додиг            | Михал Пшисенжний Пьер-Юг Эрбер     | 3-6 7-6(3) [5-10] |
| 17. | 16 ноября 2014   | Финал Мирового Тура ATP      | Хард (зал) | Иван Додиг            | Боб Брайан Майк Брайан             | 7-6(5) 2-6 [7-10] |
| 18. | 8 августа 2015   | Вашингтон, США               | Хард       | Иван Додиг            | Боб Брайан Майк Брайан             | 4-6 2-6           |
| 19. | 25 июня 2016     | Ноттингем, Великобритания    | Трава      | Иван Додиг            | Доминик Инглот Даниэль Нестор      | 5-7 6-7(4)        |
| 20. | 18 марта 2017    | Индиан-Уэлс, США             | Хард       | Лукаш Кубот           | Равен Класен Раджив Рам            | 7-6(1) 4-6 [8-10] |
| 21. | 6 августа 2017   | Вашингтон, США (2)           | Хард       | Лукаш Кубот           | Хенри Континен Джон Пирс           | 6-7(5) 4-6        |
| 22. | 15 октября 2017  | Шанхай, Китай                | Хард       | Лукаш Кубот           | Хенри Континен Джон Пирс           | 4-6 2-6           |
| 23. | 19 ноября 2017   | Финал Мирового Тура ATP (2)  | Хард (зал) | Лукаш Кубот           | Хенри Континен Джон Пирс           | 4-6 2-6           |
| 24. | 7 сентября 2018  | Открытый чемпионат США       | Хард       | Лукаш Кубот           | Майк Брайан Джек Сок               | 3-6 1-6           |
| 25. | 16 марта 2019    | Индиан-Уэлс, США (2)         | Хард       | Лукаш Кубот           | Никола Мектич Орасио Себальос      | 6-4 4-6 [3-10]    |
| 26. | 23 июня 2019     | Халле, Германия              | Трава      | Лукаш Кубот           | Майкл Винус Равен Класен           | 6-4 3-6 [4-10]    |
| 27. | 6 октября 2019   | Пекин, Китай                 | Хард       | Лукаш Кубот           | Иван Додиг Филип Полашек           | 3-6 6-7(4)        |
| 28. | 13 октября 2019  | Шанхай, Китай (2)            | Хард       | Лукаш Кубот           | Мате Павич Бруно Соарес            | 4-6 2-6           |
| 29. | 27 октября 2019  | Вена, Австрия                | Хард (зал) | Лукаш Кубот           | Раджив Рам Джо Солсбери            | 4-6 7-6(5) [5-10] |
| 30. | 18 октября 2020  | Кёльн, Германия              | Хард (зал) | Лукаш Кубот           | Николя Маю Пьер-Юг Эрбер           | 4-6 4-6           |
| 31. | 9 января 2022    | Аделаида (зал), Австралия    | Хард       | Иван Додиг            | Рохан Бопанна Рамкумар Раманатхан  | 6-7(6) 1-6        |
| 32. | 21 мая 2022      | Лион, Франция                | Грунт      | Максимо Гонсалес      | Иван Додиг Остин Крайчек           | 3-6 4-6           |
| 33. | 17 июля 2022     | Ньюпорт, США                 | Трава      | Равен Класен          | Уильям Блумберг Стив Джонсон       | 4-6 5-7           |
| 34. | 6 августа 2022   | Кабо-Сан-Лукас, Мексика      | Хард       | Равен Класен          | Уильям Блумберг Миомир Кецманович  | 0-6 1-6           |
| 35. | 25 февраля 2023  | Рио-де-Жанейро, Бразилия (2) | Грунт      | Хуан Себастьян Кабаль | Максимо Гонсалес Андрес Мольтени   | 1-6 6-7(3)        |
| 36. | 14 апреля 2024   | Монте-Карло, Монако (2)      | Грунт      | Александр Зверев      | Йоран Влиген Сандер Жийе           | 7-5 3-6 [5-10]    |
| 37. | 4 августа 2024   | Вашингтон, США (3)           | Хард       | Рафаэл Матос          | Натаниэль Ламмонс Джексон Уитроу   | 5-7 3-6           |
| 38. | 16 февраля 2025  | Буэнос-Айрес, Аргентина      | Грунт      | Рафаэл Матос          | Гидо Андреосси Тео Аррибаже        | 5-7 6-4 [7-10]    |

### Финалы челленджеров и фьючерсов в парном разряде (53)

#### Победы (36)
| №   | Дата             | Турнир                          | Покрытие    | Партнёр                | Соперники в финале                    | Счёт              |
| 1.  | 4 августа 2002   | Белу-Оризонти, Бразилия         | Хард        | Даниэль Мело           | Денис Голованов Майкл Джойс           | 6-3 6-4           |
| 2.  | 25 августа 2002  | Гояния, Бразилия                | Хард        | Бруно Соарес           | Педро Брага Алессандро Гевара         | 7-6(8) 5-7 6-4    |
| 3.  | 8 сентября 2002  | Флорианополис, Бразилия         | Грунт       | Бруно Соарес           | Эдуардо Борер Эдуардо Фрик            | 6-3 6-4           |
| 4.  | 20 октября 2002  | Эшпинью, Португалия             | Грунт       | Бруно Соарес           | Бернарду Мота Леонарду Тавариш        | 6-3 7-6(2)        |
| 5.  | 1 июня 2003      | Перейра, Колумбия               | Грунт       | Бруно Соарес           | Пабло Гонсалес Сантьяго Гонсалес      | 6-3 6-2           |
| 6.  | 10 августа 2003  | Гуарульюс, Бразилия             | Грунт       | Даниэль Мело           | Тьяго Алвес Жулио Сильва              | 6-7(4) 6-2 7-5    |
| 7.  | 12 октября 2003  | Торреон, Мексика                | Хард        | Алешандре Бонатто      | Аркадий Бассетти Крис Куон            | 6-2 6-3           |
| 8.  | 7 марта 2004     | Флорианополис, Бразилия         | Грунт       | Бруно Соарес           | Алешандре Бонатто Франко Феррейро     | 3-6 7-5 6-3       |
| 9.  | 14 марта 2004    | Калдас-Новас, Бразилия          | Хард        | Бруно Соарес           | Алессандро Камарко Леонардо Кирхе     | 6-2 6-3           |
| 10. | 2 мая 2004       | Сьюдад-Обрегон, Мексика         | Хард        | Лукас Энгель           | Хуан Игнасио Серда Яспер Смит         | 7-6(4) 6-4        |
| 11. | 9 мая 2004       | Гвадалахара, Мексика            | Грунт       | Габриэль Питта         | Хуан Игнасио Серда Яспер Смит         | 3-6 6-4 6-0       |
| 12. | 23 мая 2004      | Коацакоалькос, Мексика          | Хард        | Габриэль Питта         | Мэттью Берманн Трой Хан               | 6-7(3) 6-4 6-3    |
| 13. | 22 августа 2004  | Калдас-Новас, Бразилия          | Хард        | Даниэль Мело           | Бриан Дабул Алехандро Фаббри          | 6-4 6-2           |
| 14. | 2 октября 2004   | Ресифи, Бразилия                | Грунт (зал) | Диего Кубас            | Эдуардо Борер Эдуардо Портал          | 7-6(6) 6-4        |
| 15. | 10 октября 2004  | Гуарульюс, Бразилия             | Грунт       | Диего Кубас            | Эдуардо Борер Пьер-Людовик Дюкло      | 7-6(1) 6-4        |
| 16. | 21 ноября 2004   | Бразилиа, Бразилия              | Грунт (зал) | Антонио Прието         | Тьяго Алвес Томас Беллуччи            | 6-3 3-6 6-3       |
| 17. | 6 февраля 2005   | Букараманга, Колумбия           | Грунт       | Алешандре Бонатто      | Пабло Гонсалес Себастьян Декуд        | 6-4 6-4           |
| 18. | 15 мая 2005      | Ресифи, Бразилия                | Грунт (зал) | Алешандри Симони       | Андре Гем Лукас Энгель                | 7-6(5) 6-4        |
| 19. | 24 июля 2005     | Богота, Колумбия                | Грунт       | Бриан Дабул            | Сантьяго Гонсалес Маркос Даниэль      | 6-4 6-4           |
| 20. | 4 сентября 2005  | Форталеза, Бразилия             | Хард (зал)  | Антонио Прието         | Алессандро Камарко Роналдо Карвальо   | 6-3 7-6(8)        |
| 21. | 11 сентября 2005 | Сан-Бернарду-ду-Кампу, Бразилия | Грунт       | Алешандре Бонатто      | Родриго Антонио Грилли Кайо Дзампьери | 7-5 7-6(2)        |
| 22. | 18 сентября 2005 | Флорианополис, Бразилия         | Грунт       | Франко Феррейро        | Адам Веймелка Пьер-Людовик Дюкло      | 6-2 6-2           |
| 23. | 2 октября 2005   | Каракас, Венесуэла              | Хард        | Марсио Торрес          | Филипп Освальд Мартин Фишер           | 6-2 3-6 6-4       |
| 24. | 25 марта 2006    | Катания, Италия                 | Грунт       | Рожериу Дутра да Силва | Эктор Руис Каденас Агустин Тарантино  | 6-3 6-1           |
| 25. | 1 апреля 2006    | Монтеротондо, Италия            | Грунт       | Рожериу Дутра да Силва | Иван Вукович Тобиас Кёк               | 4-6 6-4 6-2       |
| 26. | 21 мая 2006      | Неаполь, Италия                 | Грунт       | Леонарду Тавариш       | Денис Павлов Джанкарло Петраццуоло    | 6-3 6-2           |
| 27. | 29 июля 2006     | Кампус-ду-Жордау, Бразилия      | Хард        | Андре Са               | Якоб Адактуссон Леонардо Майер        | 7-6(1) 7-5        |
| 28. | 6 августа 2006   | Белу-Оризонти, Бразилия         | Хард        | Андре Са               | Жан-Жюльен Ройер Марсио Торрес        | 6-1 6-4           |
| 29. | 3 сентября 2006  | Итажаи, Бразилия                | Грунт       | Андре Мьеле            | Энрике Пинто Сильва Габриэль Питта    | 6-7(7) 7-6(3) 6-1 |
| 30. | 8 октября 2006   | Кито, Эквадор                   | Грунт       | Рожериу Дутра да Силва | Пабло Куэвас Орасио Себальос          | 6-3 6-4           |
| 31. | 15 октября 2006  | Медельин, Колумбия              | Грунт       | Андре Гем              | Пабло Куэвас Орасио Себальос          | Без игры          |
| 32. | 22 октября 2006  | Богота, Колумбия                | Грунт       | Андре Са               | Эрик Нуньес Жан-Жюльен Ройер          | 6-4 7-6(5)        |
| 33. | 1 апреля 2007    | Мехико, Мексика                 | Грунт       | Орасио Себальос        | Рамон Дельгадо Андре Са               | 6-4 6-2           |
| 34. | 7 апреля 2007    | Сан-Луис-Потоси, Мексика        | Грунт       | Жереми Шарди           | Хорхе Агилар Пабло Гонсалес           | 6-0 6-3           |
| 35. | 22 апреля 2007   | Бермудские острова              | Грунт       | Андре Са               | Бенедикт Дорш Сергей Стаховский       | 6-2 6-4           |
| 36. | 18 ноября 2007   | Буэнос-Айрес, Аргентина         | Грунт       | Себастьян Прието       | Максимо Гонсалес Бриан Дабул          | 6-4 7-6(0)        |

#### Поражения (17)
| №   | Дата             | Турнир                     | Покрытие | Партнёр          | Соперники в финале                    | Счёт              |
| 1.  | 5 мая 2002       | Агуаскальентес, Мексика    | Хард     | Бруно Соарес     | Марсело Амадор Мигель Гальярдо Вальес | 4-6 4-6           |
| 2.  | 30 июня 2002     | Баркисимето, Венесуэла     | Хард     | Бруно Соарес     | Джейсон Маршалл Брэндон Хок           | 6-4 6-7(5) 3-6    |
| 3.  | 18 августа 2002  | Сан-Паулу, Бразилия        | Грунт    | Бруно Соарес     | Педро Брага Алессандро Гевара         | 3-6 5-7           |
| 4.  | 1 сентября 2002  | Форталеза, Бразилия        | Хард     | Бруно Соарес     | Луис Марафелли Марсио Петроне         | 6-7(4) 6-7(2)     |
| 5.  | 11 января 2004   | Сан-Паулу, Бразилия        | Хард     | Франко Феррейро  | Рамон Дельгадо Андре Са               | 5-7 6-7(5)        |
| 6.  | 16 мая 2004      | Селая, Мексика             | Хард     | Габриэль Питта   | Хорхе Харо Бруно Эчагарай             | Без игры          |
| 7.  | 5 сентября 2004  | Куритиба, Бразилия         | Грунт    | Даниэль Мело     | Рожериу Дутра да Силва Жулио Сильва   | 2-6 4-6           |
| 8.  | 22 мая 2005      | Пирасикаба, Бразилия       | Грунт    | Алешандри Симони | Андре Гем Лукас Энгель                | 3-6 7-6(3) 6-7(3) |
| 9.  | 19 июня 2005     | Куэнка, Эквадор            | Грунт    | Бруно Соарес     | Горан Драгичевич Мирко Пехар          | 3-6 6-7(5)        |
| 10. | 30 июля 2005     | Кампус-ду-Жордау, Бразилия | Хард     | Франко Феррейро  | Александр Власки Кристиан Плесс       | 6-7(5) 4-6        |
| 11. | 21 августа 2005  | Манта, Эквадор             | Хард     | Франко Феррейро  | Бриан Дабул Марсель Фельдер           | 3-6 6-4 4-6       |
| 12. | 23 октября 2005  | Богота, Колумбия           | Грунт    | Фредерико Жил    | Сантьяго Гонсалес Маркос Даниэль      | 2-6 5-7           |
| 13. | 11 июня 2006     | Пирасикаба, Бразилия       | Грунт    | Лукас Энгель     | Карлос Саламанка Сантьяго Хиральдо    | 2-6 6-7(5)        |
| 14. | 25 июня 2006     | Сорокаба, Бразилия         | Грунт    | Жуан Соуза       | Алешандре Бонатто Франко Феррейро     | 4-6 7-5 3-6       |
| 15. | 13 августа 2006  | Жоинвили, Бразилия         | Грунт    | Андре Са         | Андре Гем Алешандри Симони            | 4-6 7-5 [8-10]    |
| 16. | 30 сентября 2006 | Грамаду, Бразилия          | Хард     | Андре Са         | Мартин Виларруби Франко Феррейро      | 2-6 4-6           |
| 17. | 7 января 2007    | Сан-Паулу, Бразилия        | Хард     | Алешандри Симони | Адриан Гарсия Пабло Куэвас            | 4-6 2-6           |

### Финалы турниров Большого шлема в смешанном парном разряде (1)

#### Поражение (1)
| №  | Год  | Турнир                     | Покрытие | Партнёрша | Соперники в финале      | Счёт              |
| 1. | 2009 | Открытый чемпионат Франции | Грунт    | Ваня Кинг | Лизель Хубер Боб Брайан | 7-5 6-7(5) [7-10] |

## История выступлений на турнирах
По состоянию на 14 апреля 2025 года
Для того, чтобы предотвратить неразбериху и удваивание счета, информация в этой таблице корректируется только по окончании участия там данного игрока.
| Турнир                       | 2007  | 2008  | 2009          | 2010          | 2011          | 2012  | 2013          | 2014          | 2015          | 2016   | 2017          | 2018          | 2019          | 2020          | 2021  | 2022  | 2023  | 2024  | 2025  | Итог   | В/П за карьеру |
| ---------------------------- | ----- | ----- | ------------- | ------------- | ------------- | ----- | ------------- | ------------- | ------------- | ------ | ------------- | ------------- | ------------- | ------------- | ----- | ----- | ----- | ----- | ----- | ------ | -------------- |
| Турниры Большого шлема       |       |       |               |               |               |       |               |               |               |        |               |               |               |               |       |       |       |       |       |        |                |
| Открытый чемпионат Австралии | -     | 1Р    | 2Р            | 1Р            | 1Р            | 1Р    | 1Р            | 3Р            | 1/2           | 3Р     | 3Р            | 1/4           | -             | 2Р            | 3Р    | 2Р    | -     | 1Р    | 1Р    | 0 / 16 | 18-16          |
| Открытый чемпионат Франции   | 2Р    | 2Р    | 1Р            | 1/4           | 2Р            | 1/4   | 3Р            | 3Р            | П             | 1/2    | 2Р            | 3Р            | 3Р            | 2Р            | 1Р    | 2Р    | 3Р    | 2Р    |       | 1 / 18 | 33-17          |
| Уимблдонский турнир          | 1/2   | 3Р    | 2Р            | 2Р            | 2Р            | 1/4   | Ф             | 1/4           | 1/4           | 3Р     | П             | 2Р            | 1/4           | НП            | 1/4   | 2Р    | 3Р    | 3Р    |       | 1 / 17 | 42-15          |
| Открытый чемпионат США       | 1/4   | 3Р    | 2Р            | 3Р            | 2Р            | 3Р    | 1/2           | 1/2           | 1Р            | 1Р     | 2Р            | Ф             | 3Р            | 1Р            | 1Р    | 2Р    | 1Р    | 2Р    |       | 0 / 18 | 29-18          |
| Итог                         | 0 / 3 | 0 / 4 | 0 / 4         | 0 / 4         | 0 / 4         | 0 / 4 | 0 / 4         | 0 / 4         | 1 / 4         | 0 / 4  | 1 / 4         | 0 / 4         | 0 / 3         | 0 / 3         | 0 / 4 | 0 / 4 | 0 / 3 | 0 / 4 | 0 / 1 | 2 / 69 |                |
| В/П в сезоне                 | 8-3   | 5-3   | 3-4           | 6-4           | 3-4           | 8-4   | 11-4          | 11-4          | 13-3          | 8-4    | 10-3          | 11-4          | 7-3           | 2-3           | 4-4   | 4-4   | 4-3   | 4-4   | 0-1   |        | 122-66         |
| Олимпийские игры             |       |       |               |               |               |       |               |               |               |        |               |               |               |               |       |       |       |       |       |        |                |
| Летняя олимпиада             | НП    | 2Р    | Не проводился | Не проводился | Не проводился | 1/4   | Не проводился | Не проводился | Не проводился | 1/4    | Не проводился | Не проводился | Не проводился | Не проводился | 1Р    | НП    | НП    | -     | НП    | 0 / 4  | 5-4            |
| Итоговые турниры             |       |       |               |               |               |       |               |               |               |        |               |               |               |               |       |       |       |       |       |        |                |
| Итоговый турнир ATP          | -     | -     | -             | -             | -             | -     | 1/2           | Ф             | 1/2           | Группа | Ф             | Группа        | 1/2           | Группа        | -     | -     | -     | -     |       | 0 / 8  | 16-15          |

| Турнир                       | 2007          | 2008          | 2009          | 2010          | 2011          | 2012  | 2013          | 2014          | 2015          | 2016  | 2020  | 2021  | 2023  | 2024  | 2025  | Итог   | В/П за карьеру |
| ---------------------------- | ------------- | ------------- | ------------- | ------------- | ------------- | ----- | ------------- | ------------- | ------------- | ----- | ----- | ----- | ----- | ----- | ----- | ------ | -------------- |
| Турниры Большого шлема       |               |               |               |               |               |       |               |               |               |       |       |       |       |       |       |        |                |
| Открытый чемпионат Австралии | -             | 1P            | 1/4           | 1/2           | 1P            | 1P    | 1P            | 1P            | 1/4           | -     | 1P    | 2P    | -     | 1P    | 1P    | 0 / 12 | 8-11           |
| Открытый чемпионат Франции   | -             | 2Р            | Ф             | -             | 1/4           | -     | 1/2           | -             | -             | -     | НП    | -     | -     | -     |       | 0 / 4  | 10-4           |
| Уимблдонский турнир          | 2Р            | 1Р            | 2Р            | 1/2           | 1Р            | 2Р    | 3Р            | -             | -             | -     | НП    | -     | -     | -     |       | 0 / 7  | 6-6            |
| Открытый чемпионат США       | -             | 2Р            | 1Р            | -             | -             | -     | 1/4           | -             | -             | -     | НП    | 1Р    | 1Р    | -     |       | 0 / 5  | 3-5            |
| Итог                         | 0 / 1         | 0 / 4         | 0 / 4         | 0 / 2         | 0 / 3         | 0 / 2 | 0 / 4         | 0 / 1         | 0 / 1         | 0 / 0 | 0 / 1 | 0 / 2 | 0 / 1 | 0 / 1 | 0 / 1 | 0 / 28 |                |
| В/П в сезоне                 | 1-1           | 2-4           | 6-3           | 6-2           | 2-3           | 1-1   | 6-4           | 0-1           | 2-1           | 0-0   | 0-1   | 1-2   | 0-1   | 0-1   | 0-1   |        | 27-26          |
| Олимпийские игры             |               |               |               |               |               |       |               |               |               |       |       |       |       |       |       |        |                |
| Летняя олимпиада             | Не проводился | Не проводился | Не проводился | Не проводился | Не проводился | -     | Не проводился | Не проводился | Не проводился | 1/4   | НП    | 1Р    | НП    | -     | НП    | 0 / 2  | 1-2            |